# برناردو تاپیا
برناردو تاپیا (انگلیسی: Bernardo Tapia؛ زادهٔ ۷ ژوئیهٔ ۱۹۶۲) بازیکن فوتبال اهل اسپانیا است.